# Indianola (Iowa)
Indianola ist eine Stadt (mit dem Status „City“) und Verwaltungssitz des Warren County im US-amerikanischen Bundesstaat Iowa. 2020 hatte Indianola 15.833 Einwohner.
Indianola ist Bestandteil der Metropolregion um Iowas Hauptstadt Des Moines.

## Geografie
Indianola liegt im südlichen Zentrum Iowas, im südlichen Vorortbereich von Des Moines auf 41°21′42″ nördlicher Breite und 93°33′47″ westlicher Länge. Die Stadt erstreckt sich über eine Fläche von 23,8 km².
Nachbarorte von Indianola sind Carlisle (21 km nordnordöstlich), Hartford (22,7 km nordöstlich), Ackworth (7,4 km östlich), Sandyville (14,7 km in der gleichen Richtung), Milo (16,3 km südöstlich), Martensdale (16,3 km westlich), Bevington (20,2 km in der gleichen Richtung), Spring Hill (13,2 km nordwestlich) und Norwalk (22 km nordwestlich).
Das Stadtzentrum von Des Moines liegt 29,8 km nordwestlich. Die nächstgelegenen weiteren größeren Städte sind die Twin Cities (Minneapolis und St. Paul) in Minnesota (419 km nördlich), Rochester in Minnesota (364 km nordnordöstlich), Waterloo (203 km nordöstlich), Cedar Rapids (210 km ostnordöstlich), Iowa City (210 km östlich), Kansas City in Missouri (283 km südsüdwestlich), Nebraskas größte Stadt Omaha (243 km westlich), Sioux City (347 km nordwestlich) und South Dakotas größte Stadt Sioux Falls (484 km in der gleichen Richtung).

## Verkehr
Die hier auf einen Streckenabschnitt verlaufenden U.S. Highways 65 und 69 führen in Nord-Süd-Richtung durch das Stadtgebiet von Indianola und kreuzen im Zentrum den Iowa State Highway 92. Alle weiteren Straßen sind untergeordnete Landstraßen, teils unbefestigte Fahrwege sowie innerörtliche Verbindungsstraßen.
Der nächste Flughafen ist der 27 km nordnordwestlich gelegene Des Moines International Airport.

## Klima
Das Klima in Indianola ist ähnlich wie in Deutschland. Temperaturen erreichen im Sommer Werte von bis zu 30 °C und können im Winter auf −12 °C sinken.
Indianola liegt in der sogenannten Tornado Alley.

## Bildung
Indianola hat drei Elementary Schools (Whittier, Emerson, und Irving), eine Middle School (Indianola Middle School), eine Senior High School und ein College, das Simpson College.
90,8 % der Bevölkerung haben einen High-School-Abschluss, 27,0 % einen Bachelor oder höher.

## Sehenswürdigkeiten
- Buxton Park Arboretum[8]
- Des Moines Metro Opera
- National Balloon Museum[9]
- Summerset Winery
- Campus Indianola des Simpson College[10]
- U.S. Ballooning Hall of Fame

## Bevölkerung
Nach der Volkszählung im Jahr 2010 lebten in Indianola 14.782 Menschen in 5477 Haushalten. Die Bevölkerungsdichte betrug 621,1 Einwohner pro Quadratkilometer. In den 5477 Haushalten lebten statistisch je 2,42 Personen.
Ethnisch betrachtet setzte sich die Bevölkerung zusammen aus 96,9 Prozent Weißen, 0,5 Prozent Afroamerikanern, 0,2 Prozent amerikanischen Ureinwohnern, 0,7 Prozent Asiaten sowie 0,3 Prozent aus anderen ethnischen Gruppen; 1,3 Prozent stammten von zwei oder mehr Ethnien ab. Unabhängig von der ethnischen Zugehörigkeit waren 1,5 Prozent der Bevölkerung spanischer oder lateinamerikanischer Abstammung.
23,9 Prozent der Bevölkerung waren unter 18 Jahre alt, 60,9 Prozent waren zwischen 18 und 64 und 15,2 Prozent waren 65 Jahre oder älter. 53,3 Prozent der Bevölkerung waren weiblich.
Das mittlere jährliche Einkommen eines Haushalts lag bei 52.872 USD. Das Pro-Kopf-Einkommen betrug 25.103 USD. 11,8 Prozent der Einwohner lebten unterhalb der Armutsgrenze.

## Bekannte Bewohner
- George Washington Carver (1864–1943) – Botaniker – wirkte am Simpson College
- Herschel M. Hogg (1853–1934) – republikanischer Abgeordneter des US-Repräsentantenhauses (1903–1907) – arbeitete mehrere Jahre als Anwalt in Indianola
- Julia Flesher Koch – Witwe des Milliardärs David H. Koch und drittreichste Frau der Welt – geboren in Indianola
- Priscilla Lane (1915–1995) – Filmschauspielerin – geboren und aufgewachsen in Indianola
- Ilo Wallace (1888–1981) – Ehefrau von Vizepräsident Henry A. Wallace – geboren in Indianola
- Joel West (* 1975) – Film- und Theaterschauspieler, Fotomodell – geboren und aufgewachsen in Indianola
- George Windle Read (1860–1934) – Generalmajor der United States Army – geboren in Indianola